# Приложни науки
Приложни науки са науките, поставящи си за цел решаването на социално-практически проблеми, например инженерните науки и медицината.
Непосредствената цел на приложните науки е да се приложат знанията и резултатите, придобити във фундаменталните науки, за целите на решаване не само на познавателни, но и на социално-практически проблеми.
Делението на научните изследвания на фундаментални и приложни е доста условно, тъй като отделни резултати на фундаменталните науки могат да имат непосредствена практическа ценност, а в резултат на приложните изследвания могат да се получат научни открития.
Научните изследвания се превръщат в задължителен елемент при процеса на вземането на управленски решения. Обемът и сложността им се определят от конкретния проблем, но те винаги имат когнитивна структура, а резултатът се основава на прилагането на научни методи.
Структурата на онтоложкия модел на изследванията, необходими за приемането на управленски решения (на английски: decision making) може да бъде представена със следната последователност: постановка на задачата, построяване на модел, сбор и обработка на информация, анализ и корекция на модела, получаване на решение, внедряване на резултата в практиката. При това границите на отделните етапи няма строго определен характер.

## Списък
- Приложна и експериментална химия
- Приложна физика